# 游目帖
《遊目帖》，為王羲之的草書尺牘，一般定為唐摹本，但因帖右有題跋言：「《晉會稽內史五羲之字逸少遊目帖真蹟》此真晉冷金紙，緊薄如金葉，索索有聲，與《筆陣圖》相類，載在《襄陽侍訪錄》」，故極有可能是王羲之極稀有的草書真蹟。尺寸為25 x 32.5 cm。上有貞觀、紹興、淳化用印、乾隆御題和御璽，卷尾有內藤湖南題跋。

## 流失過程
此帖原為清宮收藏，後在八國聯軍時期不知為何流出，為日本廣島的安達万藏所發現，於是買下收藏，但戰爭中因廣島原子彈而燒失，現今只存1933年的影印本。2007年，中国文物出版社与日本二玄社根據1934年的黑白珂羅版重製了彩色複製本。

## 釋文
省足下別疏，具彼土山川諸奇，揚雄《蜀都》，左太沖《三都》，殊為不備。悉彼故為多奇，益令其遊目意足也。可得果，當告卿求迎。少人足耳。至時示意。遲此期真，以日為歲。想足下鎮彼土，未有動理耳。要欲及卿在彼，登汶領、峨眉而旋，實不朽之盛事。但言此，心以馳於彼矣。

## 法帖本
在《十七帖》與《淳化閣帖》中的《蜀都帖》與《遊目帖》的文章內容與書體相近。通常法帖收的刻本稱為《蜀都帖》，與墨跡本的《遊目帖》作為區隔。

## 註腳
1. ↑  . 台北: 大陸書店. 1989: 170. ISBN 9785552402304.
2. ↑  杉村邦彥，＜王羲之《遊目帖》考＞，《書論》，36號，2008.08，頁85。